# Aleksandar Andjelkovic
Aleksandar Andjelkovic (* 5. Dezember 1997 in Hallein) ist ein österreichischer Basketballspieler.

## Laufbahn
Bei der BBU Salzburg schaffte der Flügel- und Innenspieler den Sprung in die Zweitligamannschaft, im Sommer 2015 nahm er ein Angebot des Wiener Bundesligisten BC Hallmann an, für den er fortan in der U19-Jugendmannschaft sowie in der Kampfmannschaft in der Bundesliga auflief. Im Juni 2017 wurde Andjelkovic erstmals in die A-Nationalmannschaft berufen, nachdem er in früheren Jahren bereits in der Junioren-Nationalmannschaft stand. 2013 hatte er mit der U16-Auswahl an der B-Europameisterschaft teilgenommen.
Zur Saison 2017/18 wechselte er innerhalb der Bundesliga von Wien zu Arkadia Traiskirchen. Dort blieb er bis 2020 und setzte seine Laufbahn hernach in Wels fort. Im Spieljahr 2021/22 kam er wegen eines Eingriffs an der Hüfte nur zu zwei Einsätzen. In der Sommerpause 2022 ging er nach Traiskirchen zurück. Anfang Februar 2023 kam es zur Trennung. Später spielte er in Deutschland für den SV Wacker Burghausen in der Bayernliga.